# فلسفة زراعية
الفلسفة الزراعية (أو فلسفة الزراعة) هي تقريبًا وتقريبيًا، تخصص مكرس للنقد المنهجي للأطر الفلسفية (أو وجهات النظر الأخلاقية للعالم) التي تشكل أساس القرارات المتعلقة بالزراعة. يتم استخدام العديد من وجهات النظر هذه أيضًا لتوجيه القرارات التي تتناول استخدام الأراضي بشكل عام. (طالع الفلسفة البيئية) في الاستخدام اليومي، يمكن أيضًا تعريفها على أنها حب الزراعة والبحث عنها والحكمة المرتبطة بها، باعتبارها أحد المكونات المؤسسة للإنسانية للحضارة. ومع ذلك، يُعرف هذا الرأي بشكل أكثر ملاءمة بفلسفة الإصلاح الزراعي. في الواقع، الزراعة ليست سوى فلسفة واحدة أو إطار معياري واحد من بين العديد من الأشخاص الذين يستخدمهم لتوجيه قراراتهم المتعلقة بالزراعة على أساس يومي.